# Aigle de drapeau
Pour les articles homonymes, voir Aigle (homonymie).

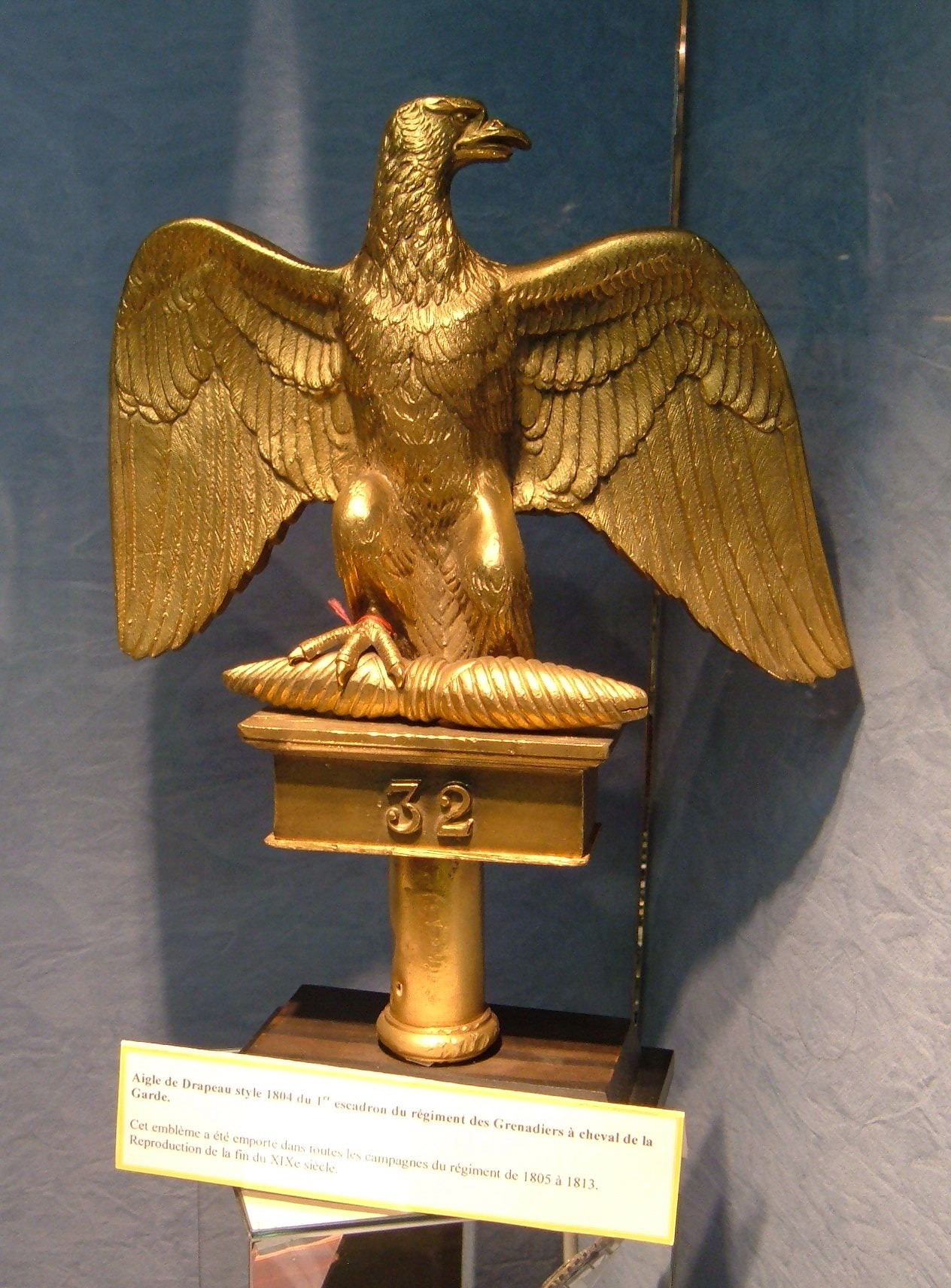
Aigle de drapeau du 1er escadron du régiment des grenadiers à cheval de la Garde, reproduction style 1804 de la fin du XIXe siècle exposée dans une vitrine du Louvre des Antiquaires à Paris.

L’aigle de drapeau (féminin), parfois appelée aigle impériale, est la sculpture en bronze d'un aigle qui, monté sur une hampe avec un drapeau, sert d'étendard lors des batailles de la Grande Armée de Napoléon Ier pendant les guerres napoléoniennes.
Pesant 1,85 kg, elle tirerait ses origines de l'emblème des légions romaines, l'aigle montée sur un aquilifer.

## Premier Empire

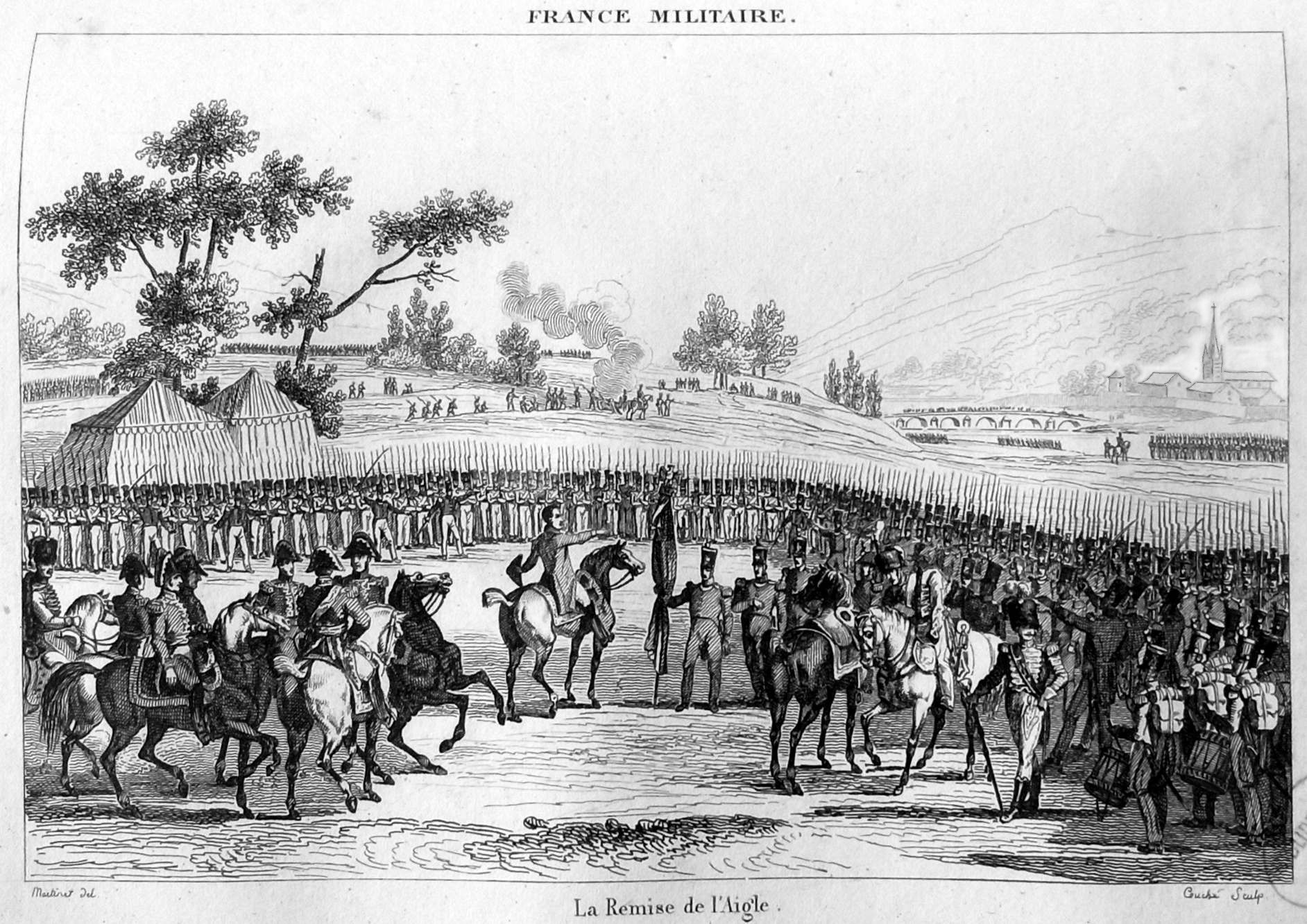
Cérémonie de la remise de l'Aigle.

Il en existe de différents types:

### Aigles de la ligne
Le modèle 1804 :
La tête est à l'horizontale, le bec est entrouvert, montrant la langue, et les ailes sont très écartées. L'aigle se compose de plusieurs parties soigneusement assemblées. Ce modèle est caractérisé par une finition plus soignée. L'aigle se place sur un caisson, qui lui-même se place sur la hampe du drapeau. Ce caisson porte le numéro du régiment, mais il peut aussi porter, sous autorisation de l'Empereur, une mention honorifique : par exemple, le 84e régiment de ligne porte: UN CONTRE DIX / DEVISE ACCORDÉE PAR L'EMPEREUR / COMBAT DES LÉONARD SOUS GRATZ / 25 ET 26 JUIN 1809.
Le modèle 1810-1811 :
Le modèle 1804 étant jugé trop lourd, il fut décidé de l'alléger. Il est semblable au précédent, mais de qualité moindre. Ce modèle est destiné aux nouveaux régiments, ou à ceux ayant perdu leurs aigles, sous autorisation de l'Empereur. Cependant ces aigles distribuées ne sont pas toutes de ce modèle en raison de la réduction du nombre d'aigles par régiment, des aigles modèle 1804 sont réattribuées. 
Le modèle 1815 :
Sous la Restauration, les aigles de l'armée napoléonienne sont fondues, sauf à de rares exceptions, il est donc nécessaire d'en fabriquer de nouvelles. Elles ressemblent au modèle 1804 mais sont moins soignées. Les numéros sur le caisson sont les mêmes, ils ont été récupérés par le fondeur et offerts à Napoléon.

### Aigles de la Garde Impériale
La Garde impériale reçoit en 1804 les mêmes modèles que ceux de la ligne, qui ne différaient que par les attributs des caissons. Elle reçut le modèle en 1815 lors du retour de Napoléon de l'île d'Elbe.